# Sportåret 2016

## Allmänt
- 12-21 februari - Olympiska vinterspelen för ungdomar avgörs i Lillehammer i Norge.
- 5-21 augusti - Olympiska sommarspelen arrangeras i Rio de Janeiro i Brasilien. USA blir överlägsna vinnare av medaljligan med totalt 121 medaljer varav 46 guld.[1]
- 7-18 september - Paralympiska sommarspelen anordnas i Rio de Janeiro i Brasilien. Under den näst sista tävlingsdagen skadas spelen av ett dödsfall då iranske cyklisten Bahman Golbarnezhad omkommer efter en krasch i herrarnas linjelopp.[2] Kina vinner medaljligan med 107 guld och totalt 239 medaljer.[3]

## Alpin skidåkning
- 20 mars - Världscupen i alpin skidåkning avslutas i Sankt Moritz, Schweiz. Marcel Hirscher, Österrike, vinner den totala världscupen för herrar för femte gången i rad. Lara Gut, Schweiz, vinner världscupen för damer.[4]

## Badminton
- 26 april-1 maj - Europamästerskapen i badminton avgörs i La Roche-sur-Yon, Frankrike. Danmark vinner fyra av fem guld under mästerskapen.[5]

## Bandy
- 1-7 februari - Världsmästerskapet för herrar spelas i Uljanovsk i Ryssland[6] och vinns av Ryssland, som besegrar Finland med 6-1 i finalen medan Sverige vinner matchen om bronsmedaljerna mot Kazakstan mded 4-0.[7]
- 18-21 februari - Världsmästerskapet för damer spelas i Roseville i Minnesota i USA och vinns av Sverige, som besegrar Ryssland med 1-0 i finalen[8] medan Norge vinner matchen om bronsmedaljerna mot Kanada med 3-2.[9]
- 19 mars
  - Kareby IS blir svenska dammästare efter seger mot AIK med 3-1 i finalen på Tele2 Arena i Stockholm.[10]
  - Västerås SK blir svenska herrmästare efter seger mot Villa Lidköping BK med 5-2 i finalen på Tele2 Arena i Stockholm.[11]
- 16 oktober – Västerås SK, Sverige vinner World Cup genom att besegra Villa Lidköping BK, Sverige med 4–1 i finalmatchen i Göransson Arena i Sandviken, Sverige.[12]

## Baseboll
- 2 november - National League-mästarna Chicago Cubs vinner World Series med 4-3 i matcher över American League-mästarna Cleveland Indians.[13]

## Bordtennis
- 28 februari-6 mars - Världsmästerskapen i bordtennis avgörs i Kuala Lumpur i Malaysia. I mästerskapen spelas två lagtävlingar där Kina tar guld för både herrar och damer.[14]

## Cykel
- 6-29 maj - Giro d’Italia 2016 avgörs främst i Italien men även i Nederländerna, Frankrike och Tyskland. Tävlingen vinns av Vincenzo Nibali från Italien.
- 9-16 oktober - Världsmästerskapen i landsvägscykling avgörs i Doha, Qatar.

## Drakbåt

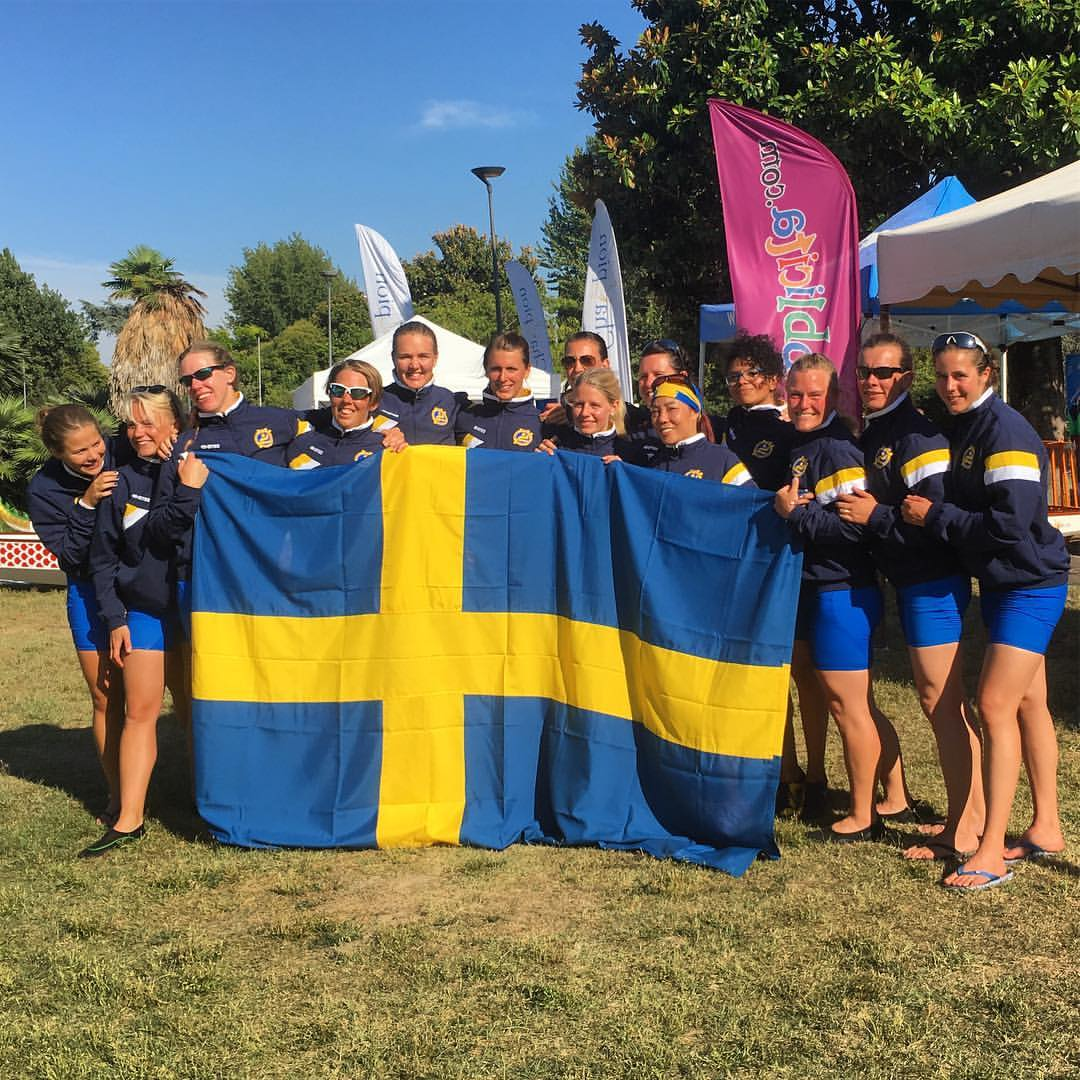
Sveriges seniordamer tog EM-guld på 500 meter i 10mannabåt.

- Den 28-31 juli: Det svenska drakbåtslandslaget tog sex medaljer i Rom på drakbåts-EM 2016, varav tre guld på 500 meter i 10manna dam i seniorklassen, samt 200 meter och 2000 meter i 10manna herr i U24-klassen.
- Den 23-24 juli avgjordes drakbåts-SM i Hofors. Klasserna som kördes var 10manna mixed 200 meter och 500 meter. Örnsbergs Kanotsällskap tog dubbla guld. Kajakklubben Eskimå tog silver på 200 meter och brons på 500 meter. Tibro Kanotklubb tog silver på 500 meter och brons på 200 meter.
- Den 8-11 september deltog det svenska landslaget på VM i drakbåts-VM 2016 i Moskva. Flest medaljer tog Ryssland, bland annat på 20manna herr 200 meter.

## Fotboll
- 26 februari - Gianni Infantino från Schweiz vinner FIFA-presidentvalet.[15]
- 5 maj - BK Häcken vinner finalen av Svenska cupen för herrar vilket innebär att klubben vinner sin första titel någonsin i seniorsammanhang.[16]
- 3-25 juni - Chile vinner Copa América Centenario i USA, ett extrainsatt Copa América för att fira 100-årsjubileet av turneringen. I finalen besegras Argentina efter straffar.[17]

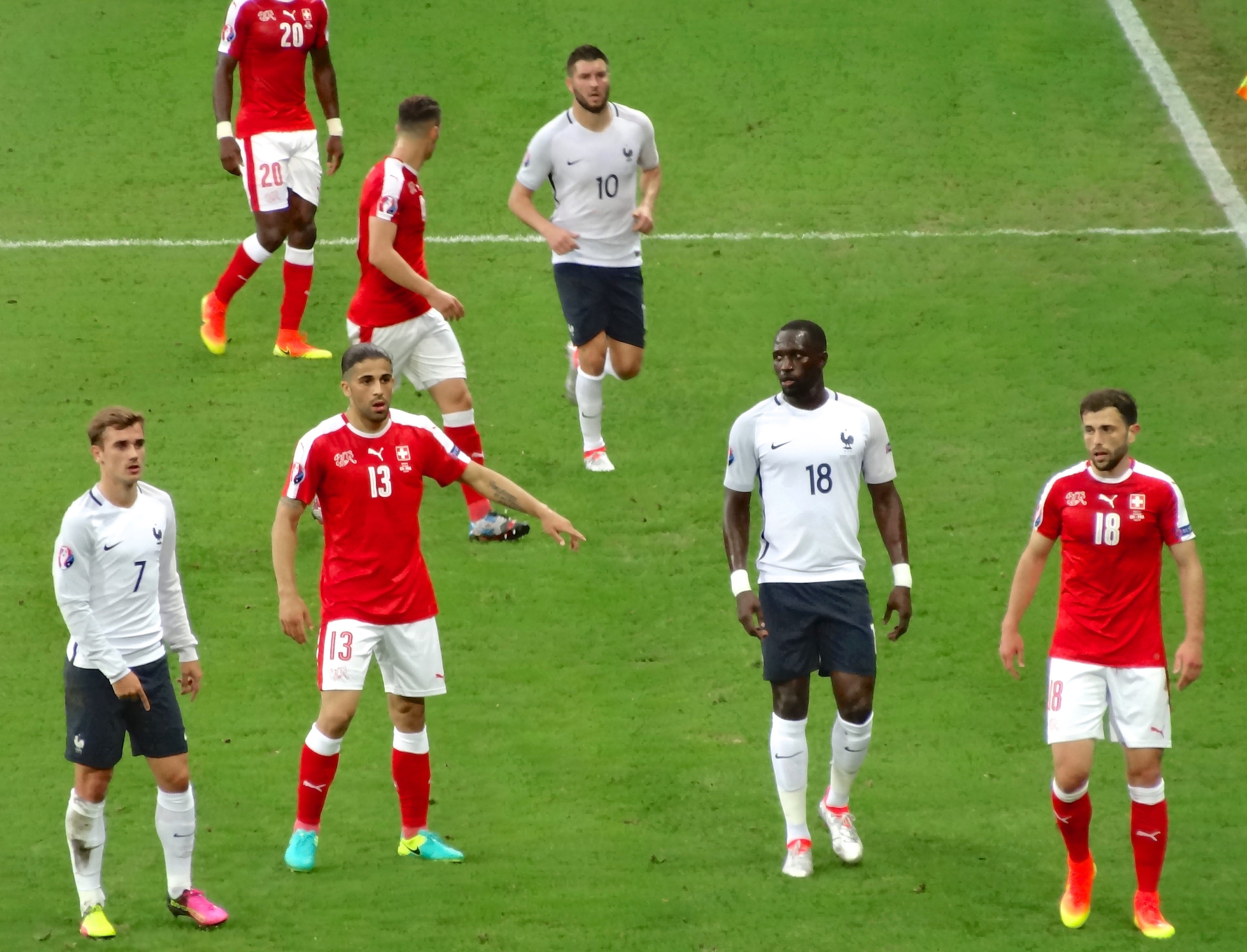
Frankrike spelar 0–0 mot Schweiz vid herrarnas Europamästerskap.

- 10 juni-10 juli - Portugal vinner Europamästerskapet i fotboll i Frankrike. I finalen besegras hemmanationen Frankrike med 1-0 efter förlängning.[18]
- 10 september-1 oktober - Världsmästerskapet i futsal spelas i Colombia. I finalen vinner Argentina mot Ryssland med 5-4.[19]
- 16 oktober: Linköpings FC blir svenska mästare för damer, efter att ha säkrat titeln i den 20:e omgången.[20]
- 26 oktober: Malmö FF blir svenska mästare för herrar, efter att ha säkrat titeln i den 28:e omgången.[21]
- 13 november-3 december - Nordkorea vinner U20-världsmästerskapet i fotboll för damer i Papua Nya Guinea.[22]
- 19 november-3 december - Nigeria vinner Afrikanska mästerskapet i fotboll för damer i Kamerun.[23]

## Friidrott
- 17-20 mars - Inomhusvärldsmästerskapen i friidrott avgörs i Portland i USA. Hemmanationen USA skördar stora framgångar med totalt 23 medaljer varav 13 guld.[24]
- 6-10 juli - Europamästerskapen i friidrott avgörs i Amsterdam i Nederländerna. Polen vinner medaljligan i mästerskapen med totalt sex guld.[25]
- 3-4 september - Finnkampen i friidrott avgörs i Tammerfors i Finland. Sverige vinner seniorkampen för både herrar och damer.[26] Det var första gången någonsin som inte finnkampen i Finland hölls i Helsingfors vilket berodde på att Helsingfors Olympiastadion byggs om mellan 2016 och 2019.[27]

## Handboll
- 17-31 januari - Tyskland vinner Europamästerskapet för herrar i Polen genom att finalslå Spanien med 24-17 medan Kroatien slår Norge med 31-24 i bronsmatchen.[28]
- 4-18 december - Norge vinner Europamästerskapet för damer i Sverige genom att finalslå Nederländerna med 30-29.[29]

## Innebandy
- 16 april - SM-finalerna för herrar och damer avgörs i Tele 2 Arena, Stockholm. Storvreta IBK blir svenska mästare för herrar efter vinst mot Linköping IBK.[30] Pixbo Wallenstam IBK blir svenska mästare för damer efter vinst mot KAIS Mora IF.[31] Herrfinalen bevittnas av 18 166 åskådare, vilket blir nytt världsrekord för innebandypublik.[32]
- 3-11 december - Världsmästerskapet i innebandy för herrar avgörs i Lettland. Finland vinner guld efter att ha vunnit finalen på straffar mot Sverige.[33][34]

## Ishockey
- 26 december 2015-5 januari - Juniorvärldsmästerskapet spelas i Helsingfors i Finland. Finland vinner turneringen genom att besegra Ryssland med 4-3 efter förlängning i finalen, medan USA tar bronsmedaljerna genom att besegra Sverige med 8-3 i matchen om tredje pris.[35]
- 9 februari -  Frölunda HC från Sverige vinner Champions Hockey League efter finalseger mot Oulun Kärpät från Finland med 2–1 i Uleåborg.[36][37]
- 28 mars-4 april - Världsmästerskapet för damer avgörs i Kamloops i British Columbia i Kanada. USA besegrar Kanada med 1-0 i sudden death i finalen samtidigt som Ryssland slutar på tredje plats.[38][39]
- 24 april -  Frölunda HC blir svenska herrmästare efter att ha vunnit finalserien mot Skellefteå AIK med 4-1 i matcher och tar därmed sitt första SM-guld sedan säsongen 2004/2005.[40][41]
- 6-22 maj - Världsmästerskapet för herrar avgörs i Ryssland. Kanada vinner turneringen genom att besegra Finland med 2-0 i finalen, medan Ryssland tar bronsmedaljerna genom att besegra USA med 7-2 i matchen om tredje pris.[42][43]
- 12 juni - Pittsburgh Penguins säkrar segern i National Hockey League efter seger med 4-2 i Stanley cup-finalen mot San José Sharks.[44][45]
- 17-29 september - World Cup i ishockey spelas i Air Canada Centre i Toronto i Ontario i Kanada.[46] Kanada vinner finalen genom att besegra Europa med 2-0 i matcher.[47][48]

## Konståkning
- 27-30 januari - Europamästerskapen avgörs i Slovakien. Ryssland blir den mest framgångsrika nationen under mästerskapen med totalt sju medaljer, varav två guld.[49]
- 28 mars-3 april - Världsmästerskapen avgörs i Boston, USA. Ryssland vinner medaljligan med ett guld och ett brons, samtliga fyra guld i mästerskapen fördelas på olika nationer.[50]

## Motorsport
- 29 maj - Alexander Rossi vinner den 100:ade upplagan av Indianapolis 500.[51]
- 19 juni – Romain Dumas, Neel Jani och Marc Lieb vinner Le Mans 24-timmars med en Porsche 919 Hybrid.[52]
- 16 oktober – Mattias Ekström vinner FIA:s världsmästerskap i rallycross.[53]

## Orientering
- 20-27 augusti - Världsmästerskapen i orientering arrangerades i Strömstad och Tanums kommun i Sverige. Det var fjärde gången som mästerskapen hölls i Sverige.[54]

## Nordisk skidsport
- 15-17 januari - Världsmästerskapen i skidflygning avgörs i Bad Mitterndorf i Österrike. Peter Prevc från Slovenien vinner den individuella tävlingen[55] och Norge tar guld i lagtävlingen.[56]
- 6 mars - Vasaloppet i längdskidåkning avgörs mellan Berga by i Sälen och Mora, Sverige. John Kristian Dahl från Norge vinner herrklassen och Kateřina Smutná från Österrike vinner damklassen.[57][58]
- 12 mars - Världscupen i längdskidåkning avslutas i Canmore, Kanada. Martin Johnsrud Sundby, Norge, vinner den totala världscupen för herrar och Therese Johaug, Norge, vinner damklassen.[59]

## Simsport
- 10-22 januari - Europamästerskapet i vattenpolo för damer avgörs i Belgrad i Serbien. Ungern blir europamästare efter finalvinst mot Nederländerna.[60]
- 10-23 januari - Europamästerskapet i vattenpolo för herrar avgörs i Belgrad i Serbien. Serbien blir europamästare för tredje gången i rad efter finalvinst mot Montenegro.[61]
- 9-22 maj - Europamästerskapen avgörs i London Storbritannien med tävlingar i simhopp, konstsim och simning. Värdlandet Storbritannien vinner medaljligan med totalt 33 medaljer varav 10 guld.[62]
- 6-11 december - Kortbanevärldsmästerskapen avgörs i Windsor i Ontario, Kanada. Den i särklass mest framgångsrika simmaren under mästerskapen blir ungerskan Katinka Hosszú som vinner sju stycken guld. Endast USA, med hela sin trupp, vinner fler guld under mästerskapen.[63]

## Skidskytte
- 3-13 mars - Världsmästerskapen avgörs i Oslo i Norge. Frankrike blir den mest framgångsrika nationen, mycket tack vare Martin Fourcade som vann fyra guld.[64]  Totalt tog Frankrike elva medaljer varav sex guld. Hemmanationen Norge vann nio medaljer varav fyra guld.[65]

## Tennis
- 18-31 januari - Australiska öppna spelas i Melbourne i Victoria i Australien. Singeltävlingarna vinns av Novak Đoković från Serbien för herrar och Angelique Kerber från Tyskland för damer.[66]
- 22 maj-5 juni - Franska öppna spelas i Paris i Frankrike. Singeltävlingarna vinns av Novak Đoković från Serbien för herrar och Garbiñe Muguruza från Spanien för damer.[67]
- 27 juni-10 juli - Wimbledonmästerskapen spelas i Storbritannien. Singeltävlingarna vinns av Andy Murray från Storbritannien för herrar[68] och Serena Williams från USA för damer.[69]
- 29 augusti-11 september - US Open spelas i USA. Singeltävlingarna vinns av Stan Wawrinka från Schweiz för herrar[70] och Angelique Kerber från Tyskland för damer.[71]

## Travsport
- 31 januari – Bold Eagle, körd av Franck Nivard, vinner Prix d'Amérique.[72]
- 29 maj – Nuncio, körd av Örjan Kihlström, vinner Elitloppet.[73]
- 4 september – Readly Express, körd av Jorma Kontio, vinner Svenskt Travderby.[74]
- 25 september – Deimos Racing, körd av Erik Adielsson, vinner Svenskt Trav-Kriterium.[75]

## Avlidna
- 5 januari – Anatolij Rosjtjin, 83, rysk (sovjetisk) brottare och olympisk guldmedaljör.[76]
- 9 januari – Maria Teresa de Filippis, 89, italiensk racerförare, första kvinnliga föraren i formel 1.[77]
- 21 januari – Bill Johnson, 55, amerikansk alpin skidåkare.[78]
- 8 februari – John Disley, 87, brittisk friidrottare.[79]
- 13 februari – Trifon Ivanov, 50, bulgarisk fotbollsspelare.[80]
- 14 februari – Wiesław Rudkowski, 69, polsk boxare.[81]
- 26 februari – Andy Bathgate, 83, kanadensisk ishockeyspelare.[82]
- 29 februari – Hannes Löhr, 73, tysk fotbollsspelare och tränare.[83]
- 3 mars – Sarah Tait, 33, australisk roddare.[84]
- 4 mars – Vladimir Jumin, 64, rysk (sovjetisk) brottare.[85]
- 10 mars – Bill Gadsby, 88, kanadensisk professionell ishockeyspelare.[86]
- 9 mars – Clyde Lovellette, 86,  amerikansk basketspelare.[87]
- 11 mars – Iolanda Balaş, 79, rumänsk höjdhoppare.[88]
- 24 mars – Johan Cruijff, 68, nederländsk fotbollsspelare.[89]
- 3 april – Cesare Maldini, 84, italiensk fotbollsspelare och tränare.[90]
- 7 april – Carlo Monti, 96, italiensk friidrottare.[91]
- 11 april – Ed Snider, 83, amerikansk företagsledare, ägare av Comcast Spectacor, grundare av Philadelphia Flyers.[92]
- 17 april – Picko Troberg, 78,  svensk racerförare.[93][94]
- 19 april – Estelle Balet, 21, schweizisk snowboardåkare.[95]
- 2 maj – Walter Paul Dürst, 89, schweizisk ishockeyspelare.[96]
- 6 maj – Patrick Ekeng, 26, kamerunsk fotbollsspelare.[97]
- 7 maj – Bernardo Ribeiro, 26, brasiliansk fotbollsspelare.[98]
- 21 maj
  - Eddie Keizan, 71, sydafrikansk racerförare.[99]
  - Sándor Tarics, 102, ungersk vattenpolospelare.[100]
- 28 maj – David Cañada, 41, spansk tävlingscyklist.[101]
- 30 maj
  - Tom Lysiak, 63, kanadensisk ishockeyspelare.[102]
  - Rick MacLeish, 66, kanadensisk ishockeyspelare.[103]
- 1 juni – Grigore Obreja, 48, rumänsk kanotist, olympisk guldmedaljör 1994.[104]
- 3 juni
  - Muhammad Ali, 74, amerikansk boxare.[105]
  - Sten Lundin, 84, svensk motocrossförare.[106]
  - Luis Salom, 24, spansk roadracingförare.[107]
- 6 juni – Viktor Kortjnoj, 85, rysk-schweizisk schackspelare.[108]
- 8 juni
  - Stephen Keshi, 54, nigeriansk fotbollstränare och före detta spelare.[109]
  - Sascha Lewandowski, 44, tysk fotbollstränare.[110]
- 10 juni – Gordie Howe, 88, kanadensisk ishockeyspelare.[111]
- 12 juni
  - Bobby Byström, 86, svensk journalist, sportchef och krönikor.[112]
  - Fabrizio Pirovano, 56, italiensk roadracingförare.[113]
- 16 juni – Luděk Macela, 65, tjeckoslovakisk fotbollsspelare.[114]
- 19 juni – Frank Chapot, 84, amerikansk ryttare, olympisk silvermedaljör 1960 och 1972.[115]
- 30 juni - Martin Lundström, 98, svensk längdskidåkare och OS-guldmedaljör.[116]
- 18 juli – Matilda Rapaport, 30, svensk skidåkare (alpin friåkning).[117]
- 3 augusti – Chris Amon, 73, nyzeeländsk racerförare.[118]
- 9 augusti – Bill Alsup, 78, amerikansk racerförare.[119]
- 12 augusti – Keith Blunt, 77, brittisk fotbollstränare (Sutton United FC, Malmö FF, Viking FK, med flera).[120]
- 15 augusti – Stefan Henze, 35, tysk kanotist.[121]
- 16 augusti – João Havelange, 100, brasiliansk fotbollsfunktionär, president för FIFA 1974–1998.[122]
- 19 augusti – Nina Romasjkova (även känd som Nina Ponomarjova), 87, rysk (sovjetisk) diskuskastare.[123]
- 15 oktober – Sidney Boldt-Christmas, 92, svensk seglare och OS-silvermedaljör.[124]
- 10 december – Anders Fredricsson, 51, svensk racerförare[125]

### Fotnoter
1. ↑  2015/16 USA överlägsen vinnare av medaljligan – läst 22 augusti 2016.
2. ↑  Paralympics avslutades med glädje – och sorg Arkiverad 21 september 2016 hämtat från the Wayback Machine. – läst 22 september 2016.
3. ↑  Paralympic Medal Count Arkiverad 8 september 2016 hämtat från the Wayback Machine. – läst 22 september 2016.
4. ↑  2015/16 Alpine Crystal Globe winners. Arkiverad 24 mars 2016 hämtat från the Wayback Machine. – läst 21 mars 2016.
5. ↑  ”European Badminton Championships 2016 Order of play of Sunday, May 1, 2016” (på engelska). http://bwf.tournamentsoftware.com/sport/matches.aspx?id=F4ACEEE9-BE56-468D-A79F-3F78F0D19B57. Läst 1 maj 2016.
6. ↑  ”VM-truppen i bandy har spikats”. Sveriges radio. 20 januari 2016. http://sverigesradio.se/sida/artikel.aspx?programid=99&artikel=6349640. Läst 31 januari 2016.
7. ↑  ”World Championships 2016”. Bandysidan. http://www.bandysidan.nu/event.php?EVID=212. Läst 19 mars 2020.
8. ↑  Jan-Arne Bäckström (22 februari 2016). ”Sverige världsmästare i bandy” (på svenska). Örnsköldsviks allehanda. https://www.allehanda.se/artikel/sverige-varldsmastare-i-bandy-damerna-vann-en-jamn-final-mot-ryssland. Läst 22 februari 2016.
9. ↑  ”World Championships Women 2016”. Bandysidan. http://www.bandysidan.nu/event.php?EVID=213. Läst 19 mars 2020.
10. ↑  Erik Jonsson (19 mars 2016). ”2010–2019”. Svenska Bandyförbundet. https://www.svenskbandy.se/BANDYFINALEN/HISTORIK/Svenskamastare/Damer/2010-2019/. Läst 19 mars 2020.
11. ↑  Erik Jonsson (19 mars 2016). ”2010–2019”. Svenska Bandyförbundet. https://www.svenskbandy.se/BANDYFINALEN/HISTORIK/Svenskamastare/Herrar/2010-2019/. Läst 19 mars 2020.
12. ↑  Elin Fellman (16 oktober 2016). ”Skadedrabbat Västerås vann World Cup” (på svenska). SVT Sport. https://www.svt.se/sport/bandy/skadedrabbat-vasteras-vann-world-cup. Läst 3 september 2024.
13. ↑  ”2016 World Series” (på engelska). Baseball-Reference.com. Arkiverad från originalet den 22 november 2021. https://web.archive.org/web/20211122090025/https://www.baseball-reference.com/postseason/2016_WS.shtml. Läst 9 december 2021.
14. ↑  ”ITTF - FINAL POSITIONS” (på engelska). ITTF Articles. Arkiverad från originalet den 9 mars 2016. https://web.archive.org/web/20160309003940/http://www.ittf.com/World_Events/wttc_2016/2016_WTTC_positions.html. Läst 6 mars 2016.
15. ↑  Jens Littorin (26 februari 2016). ”Infantino ny Fifa-ordförande efter stenhårt val”. Dagens nyheter. http://www.dn.se/sport/fotboll/infantino-ny-fifa-ordforande-efter-stenhart-val/. Läst 26 februari 2016.
16. ↑  ”Häcken cupmästare efter straffdrama”. SVT. 5 maj 2016. http://www.svt.se/sport/fotboll/15-00-folj-cupfinalen-malmo-ff-hacken-direkt/. Läst 8 maj 2016.
17. ↑  ”Chile vann Copa América på straffar”. Expressen. 27 juni 2016. http://www.expressen.se/sport/fotboll/chile-vann-copa-america-pa-straffar-1/. Läst 20 september 2016.
18. ↑  ”EM-guld till Portugal”. Aftonbladet. 10 juli 2016. http://www.aftonbladet.se/sportbladet/fotboll/landslagsfotboll/em2016/article23152144.ab. Läst 11 juli 2016.
19. ↑  ”Argentina claim maiden futsal crown”. FIFA. 1 oktober 2016. Arkiverad från originalet den 2 oktober 2016. https://web.archive.org/web/20161002070240/http://www.fifa.com/futsalworldcup/matches/round=276094/match=300357638/match-report.html. Läst 2 oktober 2016.
20. ↑  ”Klart: Linköping nya svenska mästare”. Aftonbladet. 16 oktober 2016. http://www.aftonbladet.se/sportbladet/fotboll/sverige/damallsvenskan/article23727327.ab. Läst 28 oktober 2016.
21. ↑  ”Malmö FF är svenska mästare”. SVT. 26 oktober 2016. http://www.svt.se/sport/fotboll/tidigt-ledningsmal-for-malmo/. Läst 28 oktober 2016.
22. ↑  ”Crowning glory for Asian duo” (på engelska). FIFA. 3 december 2016. Arkiverad från originalet den 6 december 2016. https://web.archive.org/web/20161206151042/http://www.fifa.com/u20womensworldcup/news/y=2016/m=12/news=crowning-glory-for-asian-duo-2857829.html?intcmp=fifacom_hp_module_news_top. Läst 3 december 2016.
23. ↑  ”Nigeria beat Cameroon to win the 2016 women's Africa Cup of Nations” (på engelska). BBC. 3 december 2016. http://www.bbc.com/sport/football/38195921. Läst 3 december 2016.
24. ↑  ”IAAF WORLD INDOOR CHAMPIONSHIPS PORTLAND 2016 DELIVERS A GREAT SHOW” (på engelska). IAAF. 21 mars 2016. http://www.iaaf.org/competitions/iaaf-world-indoor-championships/news/world-indoor-portland-2016-final-day. Läst 21 mars 2016.
25. ↑  ”European Athletics Championships 2016 - Medals”. http://www.european-athletics.org/competitions/european-athletics-championships/2016/medals/. Läst 11 juli 2016.
26. ↑  ”Sverige vann dubbelt i Finnkampen – efter spjutskräll”. http://www.aftonbladet.se/sportbladet/friidrott/article23458339.ab. Läst 9 september 2016.
27. ↑  "Finnkampen Tampereella vuonna 2016". Arkiverad 25 augusti 2015 hämtat från the Wayback Machine. Läst 14 september 2015. (finska)
28. ↑  ”Men Handball XII European Championship 2016 Poland 15-31.01 - Winner Germany (2nd)” (på engelska). Sport Statistics. 21 mars 2016. Arkiverad från originalet den 30 januari 2016. https://web.archive.org/web/20160130085717/http://todor66.com/handball/Europe/Men_2016.html. Läst 31 januari 2016.
29. ↑  Jonathan Kvarnström (18 december 2016). ”Norge tog EM-guld "hemma" i Göteborg”. SVT Sport. http://www.svt.se/sport/handboll/norge-tog-em-guld-hemma-i-goteborg/. Läst 18 december 2016.
30. ↑  ”Storvreta svenska mästare inför rekordpublik”. sverigesradio.se. 16 april 2016. http://sverigesradio.se/sida/artikel.aspx?programid=179&artikel=6412868. Läst 17 april 2016.
31. ↑  ”Pixbo tar första SM-guldet någonsin”. aftonbladet.se. 16 april 2016. http://www.aftonbladet.se/sportbladet/innebandy/article22645217.ab. Läst 17 april 2016.
32. ↑  ”SM-finalen lockade rekordpublik”. svd.se. 16 april 2016. http://www.svd.se/sm-finalen-lockade-rekordpublik. Läst 17 april 2016.
33. ↑  ”Invitation to the 11th Men’s World Floorball Championships 2016 – 28.11.2014” (på engelska). IHF. 21 mars 2014. http://www.floorball.org/news.asp?id_tiedote=4177&offset=320. Läst 24 december 2014.
34. ↑  ”Sverige föll i VM-finalen”. SVT. 21 mars 2016. http://www.svt.se/sport/innebandy/vm-final-innebandy/. Läst 11 december 2016.
35. ↑  ”Championnat du monde des moins de 20 ans 2015/16” (på franska). Hockey Archives. 17 mars 2016. https://www.hockeyarchives.info/U-20_2016.htm. Läst 5 januari 2020.
36. ↑  Mattias Sandberg (9 februari 2016). ”Frölunda vann CHL-finalen” (på svenska). SVT Sport. https://www.svt.se/sport/ishockey/dromstart-for-frolunda-i-chl-finalen. Läst 12 februari 2016.
37. ↑  ”Champions Hockey League 2015/16” (på franska). Hockey Archives. 9 februari 2016. https://www.hockeyarchives.info/CHL2016.htm. Läst 17 mars 2020.
38. ↑  TT (5 april 2016). ”Guld till USA efter dramatisk final” (på svenska). Sportbladet. http://www.aftonbladet.se/sportbladet/hockey/article22568795.ab. Läst 5 april 2016.
39. ↑  ”Championnats du monde féminins 2016” (på franska). Hockey Archives. 4 april 2016. https://www.hockeyarchives.info/mondefem2016.htm. Läst 17 mars 2020.
40. ↑  Petter Öhrling (24 april 2016). ”SM-guld till Frölunda” (på svenska). SVT Sport. https://www.svt.se/sport/ishockey/skelleftea-frolunda-sm-final-5. Läst 24 april 2016.
41. ↑  ”Championnat de Suède 2016/17” (på franska). Hockey Archives. 24 april 2016. https://www.hockeyarchives.info/Suede2017.htm. Läst 17 mars 2020.
42. ↑  ”IIHF Ice Hockey World Championships - Playoffs” (på engelska). International Ice Hockey Federation. 22 maj 2016. http://stats.iihf.com/Hydra/415/IHM4159900_76_13_0.pdf. Läst 22 maj 2016.
43. ↑  ”Championnats du monde 2016” (på franska). Hockey Archives. 22 maj 2016. https://www.hockeyarchives.info/mondial2016.htm. Läst 17 mars 2020.
44. ↑  ”Stanley Cup Playoffs Hockey Bracket” (på engelska). National Hockey League. https://www.nhl.com/stanley-cup-playoffs. Läst 13 juni 2016.
45. ↑  ”NHL 2015/16” (på franska). Hockey Archives. 12 juni 2016. https://www.hockeyarchives.info/NHL2016.htm. Läst 17 mars 2020.
46. ↑  Anders Feltenmar (25 januari 2015). ”Klart för World Cup of Hockey 2016”. Svenska ishockeyförbundet. https://www.swehockey.se/Nyheter/NyheterfranSvenskaIshockeyforbundet/2015/Januari2015/KlartforWorldCupochHockey2016/. Läst 3 augusti 2015.
47. ↑  Diljen Otlu (30 september 2016). ”Kanada tog hem World Cup” (på svenska). SVT. http://www.svt.se/sport/ishockey/lag-europa-kanada/. Läst 30 september 2016.
48. ↑  ”Coupe du monde 2016” (på franska). Hockey Archives. 1 oktober 2016. https://www.hockeyarchives.info/Coupedumonde2016.htm. Läst 17 mars 2020.
49. ↑  ISU European Figure Skating Championships 2016 - Results. – läst 30 januari 2016.
50. ↑  ISU World Figure Skating Championships 2016 - Results. – läst 3 april 2016.
51. ↑  ”Indy 500: Rookie Alexander Rossi wins 100th running” (på engelska). USA Today. 29 maj 2016. Arkiverad från originalet den 31 maj 2016. https://web.archive.org/web/20160531184548/http://sports.usatoday.com/2016/05/29/indy-500-alexander-rossi-wins-100th-running/. Läst 7 augusti 2016.
52. ↑  ”Porsche vann Le Mans igen - snöpligt för Toyota.”. Teknikens Värld. 20 juni 2016. http://teknikensvarld.se/porsche-vann-le-mans-igen-snopligt-for-toyota-310134/. Läst 5 december 2016.
53. ↑  ”Mattias Ekstrom världsmästare i rallycross.”. SVT Sport. 16 oktober 2016. http://www.svt.se/sport/motorsport/ekstrom-varldsmastare/. Läst 5 december 2016.
54. ↑  ”Programmet för VM 2016 är spikat”. Svenska Orienteringsförbundet. 2 september 2016. Arkiverad från originalet den 14 september 2016. https://web.archive.org/web/20160914181026/http://skogssport.orientering.se/Nyheter/ProgrammetforVM2016arspikat. Läst 7 augusti 2016.
55. ↑  FIS Ski-flying World Championships 2016 Individividual official results. – läst 20 januari 2016.
56. ↑  FIS Ski-flying World Championships 2016 Team official results. – läst 20 januari 2016.
57. ↑  ”Historiska segrare”. Vasaloppet. Arkiverad från originalet den 22 mars 2020. https://web.archive.org/web/20200322121012/https://www.vasaloppet.se/wp-content/uploads/sites/1/2019/09/historiska_segrare_vasaloppet_sve_2019-09-18.pdf. Läst 22 mars 2020.
58. ↑  ”John Kristian Dahl och Katerina Smutná vann Vasaloppet 2016”. Vasaloppet. 6 mars 2016. https://www.vasaloppet.se/nyheter/john-kristian-dahl-och-katerina-smutna-vann-vasaloppet-2016/. Läst 6 mars 2016.
59. ↑  Cross Country World Cup Leaderboard. Arkiverad 16 mars 2016 hämtat från the Wayback Machine. – läst 15 mars 2016.
60. ↑  Hungary strike back for gold. Arkiverad 21 juli 2018 hämtat från the Wayback Machine. – läst 22 januari 2016.
61. ↑  Serbia win 3rd straight European Championships. Arkiverad 31 januari 2016 hämtat från the Wayback Machine. – läst 24 januari 2016.
62. ↑  European Aquatics Championships 2016 - Overall medals. Arkiverad 16 maj 2016 hämtat från the Wayback Machine. – läst 22 maj 2016.
63. ↑  Hosszu VM-drottning med sju guld
64. ↑  Makoto Asahara (14 mars 2016). ”Sköt inte fullt – tog ändå fjärde raka”. Aftonbladet. http://www.aftonbladet.se/sportbladet/vintersport/skidskytte/article22420570.ab. Läst 14 mars 2016.
65. ↑  Andreas Olsen (14 mars 2016). ”Här är svensken bakom de norska VM-medaljerna”. Länstidningen Östersund. Arkiverad från originalet den 15 mars 2016. https://web.archive.org/web/20160315043857/http://www.ltz.se/sport/skidskytte/har-ar-svensken-bakom-de-norska-vm-medaljerna-det-ar-de-aktiva-som-ska-hyllas. Läst 14 mars 2016.
66. ↑  ”That's a wrap: A look back at AO 2016” (på engelska). Australian Open. 21 mars 2016. http://www.ausopen.com/en_AU/news/articles/2016-02-01/thats_a_wrap_a_look_back_at_ao_2016.html. Läst 1 februari 2016.
67. ↑  ”Matches in Progress” (på engelska). Rolandgarros.com. 21 mars 2016. http://www.rolandgarros.com/en_FR/scores/index.html. Läst 11 juli 2016.
68. ↑  ”Andy Murray vinner finalen i tre raka set”. Expressen. 21 mars 2016. http://www.expressen.se/sport/tennis/andy-murray-vinner-finalen-i-tre-raka-set/. Läst 11 juli 2016.
69. ↑  ”Serena Williams vann Wimbledon i raka set”. Expressen. 21 mars 2016. http://www.expressen.se/sport/tennis/serena-williams-vann-wimbledon-i-raka-set/. Läst 11 juli 2016.
70. ↑  ”Wawrinka vann US Open: ”Så mycket känslor””. Dagens nyheter. 21 mars 2016. http://www.dn.se/sport/wawrinka-vann-us-open-sa-mycket-kanslor/. Läst 14 september 2016.
71. ↑  ”Angelique Kerber vann US Open”. Dagens nyheter. 21 mars 2016. http://www.dn.se/sport/angelique-kerber-vann-us-open/. Läst 14 september 2016.
72. ↑  ”Bold Eagle vann Prix d'Amerique”. Expressen. http://www.expressen.se/sport/trav/bold-eagle-vann-prix-damerique-2016/. Läst 9 juni 2016.
73. ↑  ”Nuncio och Kihlström vann Elitloppet”. Dagens Nyheter. http://www.dn.se/sport/nuncio-och-kihlstrom-vann-elitloppet/. Läst 30 maj 2016.
74. ↑  ”Readly Express suverän i Derbyt”. Solvalla. Arkiverad från originalet den 17 september 2016. https://web.archive.org/web/20160917040630/http://www.solvalla.se/travsport-spel/nyheter/item/2201-readly-express-suveraen-i-derbyt. Läst 1 januari 2018.
75. ↑  ”Kriteriet till Deimos Racing, Adielsson och Båth”. Solvalla. Arkiverad från originalet den 2 januari 2018. https://web.archive.org/web/20180102013229/https://www.solvalla.se/travsport-spel/kriteriet/item/2261-kriteriet-till-deimos-racing-adielsson-och-bath. Läst 1 januari 2018.
76. ↑  Ушел из жизни чемпион ОИ-1972 по греко-римской борьбе Анатолий Рощин Arkiverad 5 januari 2016 hämtat från the Wayback Machine. (ryska)
77. ↑  http://www.autosport.com/news/report.php/id/122425
78. ↑  ”Northwest Olympics legend, skier Bill Johnson dies”. Katu. Arkiverad från originalet den 25 januari 2016. https://web.archive.org/web/20160125142302/http://katu.com/sports/content/northwest-olympics-legend-skier-bill-johnson-dies. Läst 24 januari 2016.
79. ↑  ”John Disley dies aged 87”. Athletics Weekly. http://www.athleticsweekly.com/featured/john-disley-dies-aged-87-38805/. Läst 8 februari 2016.
80. ↑  90s football legend Trifon Ivanov passes away, aged 50
81. ↑  Nie żyje wicemistrz olimpijski z Monachium Arkiverad 14 mars 2016 hämtat från the Wayback Machine. (polska)
82. ↑  CP NewsAlert: Hall of Famer Bathgate dies
83. ↑  (www.dw.com), Deutsche Welle. ”Former FC Cologne star Hannes Löhr dies | Sports | DW.COM | 29.02.2016”. DW.COM. http://www.dw.com/en/former-fc-cologne-star-hannes-l%25C3%25B6hr-dies/a-19082901. Läst 1 mars 2016.
84. ↑  ”Australian Olympic rower Sarah Tait dies aged 33”. The Guardian. http://www.theguardian.com/sport/2016/mar/03/australian-olympic-rower-sarah-tait-dies-aged-33. Läst 3 mars 2016.
85. ↑  Олимпийский чемпион по вольной борьбе Владимир Юмин умер в возрасте 64 лет (ryska)
86. ↑  Wings Hall of Famer Bill Gadsby dies at 88
87. ↑  ”KU basketball legend Clyde Lovellette dies at age 86”. The Kansas City Star. http://www.kansascity.com/sports/college/big-12/university-of-kansas/article65128267.html. Läst 11 mars 2016.
88. ↑  Iolanda Balaş a murit. Fosta atletă avea 79 de ani adevarul.ro Läst 11 mars 2016
89. ↑  ”Netherlands great Johan Cruyff dies of cancer aged 68”. BBC Sport. http://www.bbc.com/sport/football/35892775. Läst 24 mars 2016.
90. ↑  ”Milan-legendaren död – blev 84 år gammal”. Expressen. 3 april 2016. http://www.expressen.se/sport/fotboll/serie-a/milan-legendaren-dod--blev-84-ar-gammal/. Läst 3 april 2016.
91. ↑  ”Atletica in lutto, è morto Carlo Monti” (på italienska). Corriere dello Sport. 7 april 2016. http://www.corrieredellosport.it/news/altri-sport/atletica/2016/04/07-10252723/atletica_in_lutto_morto_carlo_monti/?cookieAccept&cookieAccept. Läst 8 april 2016.
92. ↑  ”Ed Snider Passes Away At 83”. CBS Philly. http://philadelphia.cbslocal.com/2016/04/11/ed-snider-passes-away/. Läst 11 april 2016.
93. ↑  ”Racinglegendaren Picko Troberg avliden”. svt.se. http://www.svt.se/sport/motorsport/racinglegendaren-picko-troberg-avliden/. Läst 18 april 2016.
94. ↑  Sven Gustavsson: Picko kunde inte hålla sig borta från racing Dagens Nyheter 17 april 2016.
95. ↑  Estelle Balet, snowboarding champion, killed at age of 21 in avalanche
96. ↑  ”«Watschga» Dürst gestorben”. www.suedostschweiz.ch. http://www.suedostschweiz.ch/panorama/2016-05-03/watschga-duerst-gestorben. Läst 4 maj 2016.
97. ↑  Dinamo Bucharest midfielder Patrick Ekeng dies after collapsing on pitch
98. ↑  Former Newcastle Jets midfielder dies during match in Brazil
99. ↑  Tiger Wheels boss and racing legend Eddie Keizan dies
100. ↑  Meghalt a világ legidősebb olimpiai bajnoka, Tarics Sándor (ungerska)
101. ↑  ”Ex-pro, cancer survivor Canada dies in gran fondo crash” (på amerikansk engelska). VeloNews.com. 28 maj 2016. http://velonews.competitor.com/2016/05/news/ex-pro-cancer-survivor-canada-dies-in-gran-fondo-crash_407802. Läst 29 maj 2016.
102. ↑  ”Former NHL forward Lysiak dies at 63”. NHL.com. https://www.nhl.com/news/former-nhl-forward-tom-lysiak-dies-at-63/c-280840422.
103. ↑  Flyers Legend Rick MacLeish Passes Away at Age 66 Arkiverad 31 maj 2016 hämtat från the Wayback Machine.
104. ↑  Doliu în sportul românesc: Grigore Obreja, campion mondial la canoe, a murit (rumänska)
105. ↑  ”Boxing legend Muhammad Ali dies aged 74” (på brittisk engelska). BBC News. http://www.bbc.com/news/world-us-canada-16011175. Läst 4 juni 2016.
106. ↑  ”Bragdguldvinnaren Sten Lundin är död”. Expressen. 4 juni 2016. http://www.expressen.se/sport/motor/bragdguldvinnaren-sten-lundin-ar-dod/. Läst 4 juni 2016.
107. ↑  Motorcyklist avled efter krasch - SVT
108. ↑  ”Viktor Korchnoi Dies”. Arkiverad från originalet den 9 juni 2016. https://web.archive.org/web/20160609060433/http://chess-news.ru/en/node/21597. Läst 7 juni 2016.
109. ↑  https://www.thecable.ng/breaking-stephen-keshi-dies-suddenly-54
110. ↑  Ehemaliger Bundesliga-Trainer: Sascha Lewandowski ist tot (tyska), Der Spiegel, läst 9 juni 2016.
111. ↑  Hockeyikonen Gordie Howe död – blev 88 år
112. ↑  http://www.dn.se/sport/dns-forre-sportchef-bobby-bystrom-ar-dod/
113. ↑  GALVANI, MARCO (12 juni 2016). ”Morto Fabrizio Pirovano: addio al campione di motociclismo  - Il Giorno” (på italienska). Il Giorno. Arkiverad från originalet den 13 juni 2016. https://web.archive.org/web/20160613114524/http://www.ilgiorno.it/monza-brianza/morto-fabrizio-pirovano-1.2246718. Läst 12 juni 2016.
114. ↑  Zemřel Luděk Macela, olympijský vítěz a legenda fotbalové Dukly Arkiverad 27 juli 2016 hämtat från the Wayback Machine. (tjeckiska)
115. ↑  6-time Olympic rider Frank Chapot of N.J. dead at 84
116. ↑  http://www.expressen.se/sport/langdskidor/martin-lundstrom-dod--blev-98-ar-gammal
117. ↑   Matilda Rapaport död efter en lavinolycka
118. ↑  Motor racing legend Chris Amon dies
119. ↑  ”Bill Alsup dies in backcountry crane accident”. Arkiverad från originalet den 14 augusti 2016. https://web.archive.org/web/20160814035544/http://www.silvertonstandard.com/news.php?id=910. Läst 12 augusti 2016.
120. ↑  Keith Blunt Arkiverad 12 maj 2016 hämtat från the Wayback Machine.
121. ↑  German Olympic Coach Dies Following Car Accident in Rio
122. ↑  Morre no Rio João Havelange, ex-presidente da Fifa (portugisiska)
123. ↑  ”Sidney Boldt-Christmas”. Sveriges Olympiska Kommitté. http://sok.se/idrottare/idrottare/s/sidney-boldt-christmas.html. Läst 23 april 2017.
124. ↑  ”En racingstjärna har gått ur tiden”. Mitt i Enköping. 14 december 2016. https://www.mitti.se/nyheter/en-racingstjarna-har-gatt-ur-tiden/repplm!DFGt2h7GjWEV4mb9gzosMg/. Läst 1 oktober 2021.